# موتور علی قاسم
موتور علی قاسم یک منطقهٔ مسکونی در ایران است که در دهستان جلگه چاه هاشم واقع شده‌است. موتور علی قاسم ۳۳ نفر جمعیت دارد.